# Sofie Carsten Nielsen
Sofie Carsten Nielsen (Hørsholm, 24 maggio 1975) è una politica danese, leader della Sinistra Radicale dall'ottobre 2020 al novembre 2022. Dopo essere stata eletta al Folketing alle elezioni generali danesi del 2011, è diventata ministro dell'Istruzione superiore e della scienza nel 2014, venendo in seguito sostituita da Esben Lunde Larsen nel 2015.